# Max Schrems (Widerstandskämpfer)
Max Schrems, auch Maximilian Schrems (23. April 1892 in Neukirchen an der Enknach – 7. April 1944 in Wien), war ein österreichischer Straßenbahnwächter und Widerstandskämpfer gegen den Nationalsozialismus. Er wurde vom NS-Regime zum Tode verurteilt und im Wiener Landesgericht geköpft.

## Leben und Werk
Schrems wurde wegen Spendenleistung für die Rote Hilfe (Unterstützung der Angehörigen von Verhafteten) am 15. Februar 1943 festgenommen und am 27. November  1943 vom Volksgerichtshof wegen „Vorbereitung zum Hochverrat“ und „Feindbegünstigung“ zum Tode verurteilt. Aus dem Urteil des Volksgerichtshofs: „Die Angeklagten [Therese] Klostermann, Gebrüder Heindl [ Franz Heindl und Michael Heindl], [Franz] Hauer, [Franz] Anderle und Schrems sind dadurch, dass sie bis Ende 1942 als Funktionäre der Kommunistischen Partei versucht haben, die Heimatfront zu zersetzen, der schwer kämpfenden Front in den Rücken gefallen. Solche Taten können nur mit dem Tode gesühnt werden. Der nationalsozialistische Staat würde sich selbst aufgeben, wenn er Menschen, die noch im 4. Kriegsjahr bewusst für den Kommunismus arbeiteten, nicht endgültig aus der deutschen Volksgemeinschaft ausschließen würde.“
Die Hinrichtung von Max Schrems erfolgte am 7. April 1944 durch das Fallbeil.

## Gedenken

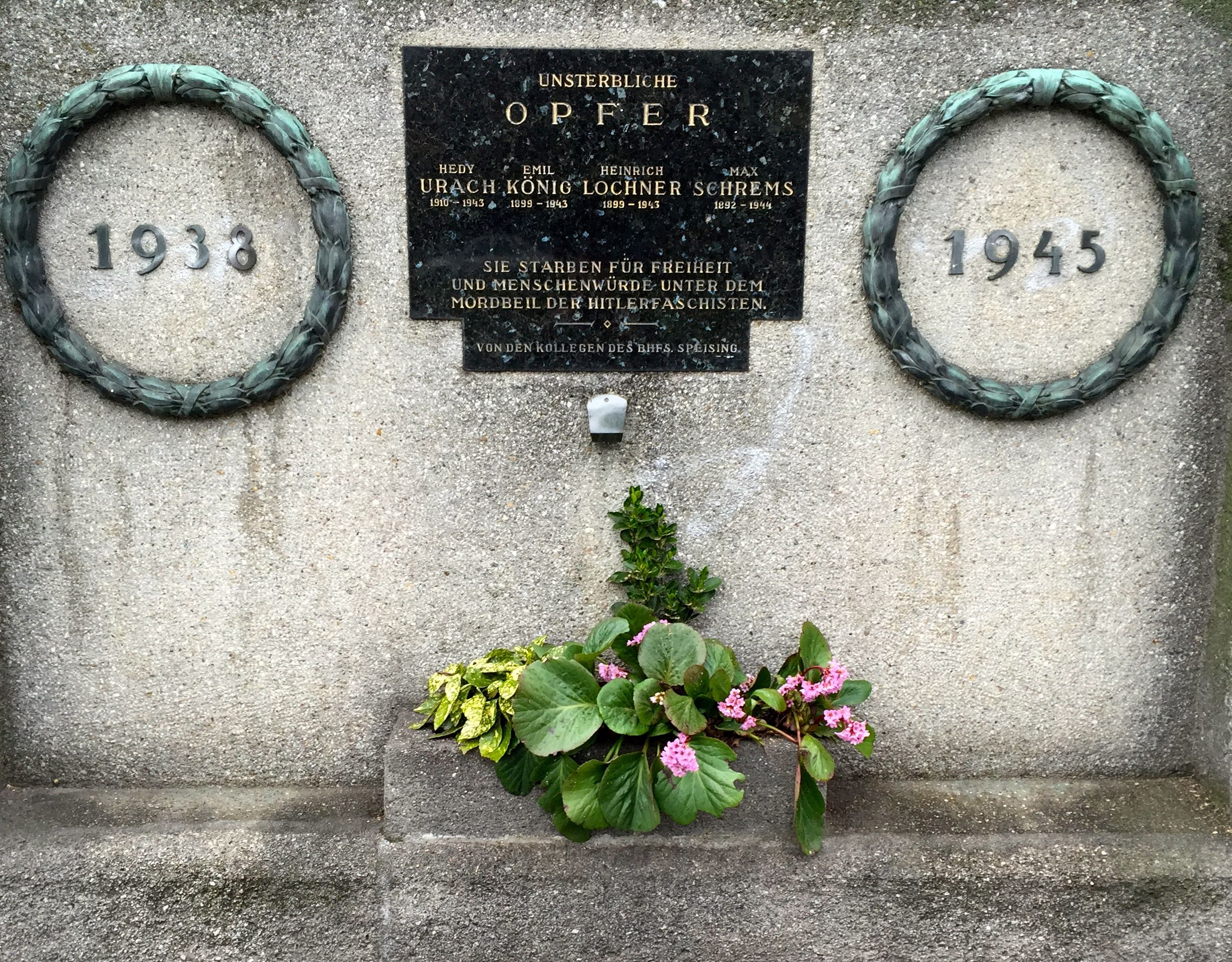
Denkmal für die vom NS-Regime geköpften Hietzinger Straßenbahner in der Speisinger Straße 188

Sein Name findet sich auf vier Gedenktafeln:
- am Denkmal für die vom NS-Regime geköpften Hietzinger Straßenbahner vor dem Straßenbahn-Remise in der Speisinger Straße 188, gewidmet ihm, sowie den ebenfalls vom NS-Regime hingerichteten Widerstandskämpfern Emil König, Heinrich Lochner und Hedwig Urach,[3]
- auf der Gedenktafel im ehemaligen Hinrichtungsraum des Wiener Landesgerichts, wo Schrems zu Tode gekommen ist,[4]
- am Denkmal gegen Krieg und Faschismus im Schulpark von Brunn am Gebirge, sowie
- auf der Gedenktafel am KPÖ-Haus in der Bahnstraße 2 von Brunn am Gebirge.

In Brunn am Gebirge ist auch eine Straße nach dem Widerstandskämpfer benannt, die Max Schrems-Gasse. In Perchtoldsdorf, wo er seinen Arbeitsplatz hatte, wurde 1962 zu seinen Ehren die Josefigasse in Schremsgasse umbenannt.
Im September 2012 wurde auf ORF III im Rahmen der Reihe 16 mm - Schätze aus dem Fernseharchiv eine Spurensuche von Walter Pissecker über Max Schrems ausgestrahlt, die 1977 entstanden ist. In der ORF-Aussendung ist von einem „filmischen Denkmal“ für den Perchtoldsdorfer Straßenbahner die Rede.